# テレル・トーマス
テレル・トーマス（Terell Thomas, 1995年10月18日 - ）は、イングランド・ロンドン出身のサッカー選手。カーライル・ユナイテッドFC所属。セントルシア代表。ポジションはディフェンダー。

## 経歴
アーセナルFCのアカデミー出身で、チャールトン・アスレティックFCの下部組織に移籍。2015年8月31日、ウォキングFCに期限付き移籍した。
2017年6月16日、チャールトンを退団しウィガン・アスレティックFCに単年契約で加入した。2017年12月29日、サットン・ユナイテッドFCに期限付き移籍した。
2018年7月16日、AFCウィンブルドンに加入した。
2021年8月21日、フットボールリーグ・チャンピオンシップのクラブへの加入を目指していたが、フットボールリーグ1のクルー・アレクサンドラFCに単年契約で加入した。
2022年3月24日、レディングFCに加入した。
2022年9月7日、チャールトン・アスレティックFCに単年契約で復帰した。
2024年6月17日、カーライル・ユナイテッドFCに2年契約で移籍した。

### 代表歴
2022年6月、セントルシア代表に招集された。